# Diósgyőri VTK

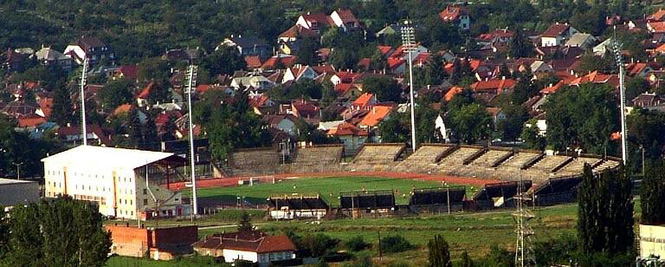
Het DVTK Stadion

Diósgyőri VTK is een Hongaarse voetbalclub uit Miskolc. De volledige naam van de ploeg is Diósgyőri Vasgyárak Testgyakorló Köre (Kring voor lichaamsoefening voor arbeiders van de ijzerfabrieken van Diósgyőr). De club werkt zijn thuiswedstrijden af in het DVTK Stadion, dat plaats biedt aan 11.398 toeschouwers. Die zitten er echter nooit, maar met een toeschouwersgemiddelde van bijna 5.000 was het toch een van de populairste clubs van de Nemzeti Bajnokság II.

## Geschiedenis
De club werd in 1910 opgericht als Diósgyőri VTK, als sportclub van de plaatselijke ijzerfabriek van Diósgyőr, toen een voorstad en thans een stadsdeel van Miskolc. Aan de vooravond van de Tweede Wereldoorlog ging de club samen met Diósgyőri AC tot Dimávag SC Diósgyőr, maar al gauw ging de fusieclub weer verder onder de naam Diósgyőri VTK. Net zoals de meeste Hongaarse clubs onderging DVTK in de tweede helft van de 20e eeuw verschillende naamsveranderingen.
In 2000 kreeg de club geen licentie meer voor de NB I en degradeerde daardoor naar de NB III. In 2004 nam de club het noodlijdende Balaton FC over, hoewel deze club helemaal uit de andere kant van Hongarije kwam, en mocht zo weer in de eerste klasse starten. Nog geen twee jaar later werd Balaton weer uit de clubnaam gehaald en werd die weer gewoon Diósgyőri VTK. In 2010 degradeerde de club naar de Nemzeti Bajnokság II om een jaar later na het kampioenschap in de oostelijke poule weer te promoveren. In 2021 degradeerde de club opnieuw naar de Nemzeti Bajnokság II. Het niveau waar de club voor twee seizoenen actief was. In 2022/23 won de club het kampioenschap en behaalde zodoende promotie met nog vier speelronden te gaan.

### Naamsveranderingen
- 1910 : Opgericht als Diósgyőri VTK
- 1938 : Dimávag SC Diósgyőr (fusie met Diósgyőri AC)
- 1945 : Diósgyőri VTK
- 1951 : Diósgyőri Vasas
- 1956 : Diósgyőri VTK Miskolc
- 1992 : Diósgyőri FC
- 2001 : Diósgyőri VTK
- 2004 : Diósgyőr-Balaton FC (fusie met Balaton FC)
- 2006 : Diósgyőri VTK

## Erelijst
- Nemzeti Bajnokság II

Winnaar: 1963, 1974, 2011, 2023
- Beker van Hongarije

Winnaar: 1977, 1980
Finalist: 1942, 1965, 1981, 2014

## Eindklasseringen vanaf 1960
| 5 |

| 14 |

| ? |

| 1 |

| 11 |

| 14 |

| 2 |

| 9 |

| 7 |

| 13 |

| 13 |

| 8 |

| 12 |

| 12 |

| 15 |

| 1 |

| 11 |

| 14 |

| 10 |

| 6 |

| 3 |

| 12 |

| 15 |

| 14 |

| 9 |

| 16 |

|  |

|  |

|  |

|  |

|  |

|  |

| 2 |

| 14 |

| 13 |

| ? |

| 7 |

| 3 |

| 2 |

| 11 |

| 8 |

| 16 |

| 2 |

| 2 |

| 11 |

| 4 |

| 9 |

| 8 |

| 9 |

| 13 |

| 12 |

| 16 |

| 1 |

| 7 |

| 10 |

| 5 |

| 7 |

| 9 |

| 10 |

| 10 |

| 10 |

| 9 |

| 11 |

| 3 |

| 1 |

| 7 |

| 6 |

| NB I | NB II | NB III |

## In Europa
Diósgyőri VTK speelt sinds 1960 in diverse Europese competities. Hieronder staan de competities en in welke seizoenen de club deelnam:
- Europa League (1x)

2014/15
- Europacup II (2x)

1977/78, 1980/81
- UEFA Cup (1x)

1979/80
- Intertoto Cup (1x)

1998
- Mitropacup (3x)

1960, 1968, 1970